# Чемпіонат СРСР з легкої атлетики в приміщенні 1971 — 800 метрів (чоловіки)

## Результати

### Фінал
| Місце | Атлет                | Регіон | Місто/Область   | Результат |
| ----- | -------------------- | ------ | --------------- | --------- |
| 1     | Іван Іванов          | РРФСР  | Орськ           | 1.48,4    |
| 2     | Віктор Тумов         | РРФСР  | Магадан         | 1.50,1    |
| 3     | Олексій Таранов      | РРФСР  | Магадан         | 1.50,1    |
| 4     | Валентин Кульбацький | РРФСР  | Московська обл. | 1.53,0    |
| 5     | Володимир Беспалько  | РРФСР  | Новосибірськ    | 1.53,3    |
| 6     | В. Штукатуров        | Москва | Москва          | 1.53,5    |
| 7     | Р. Мусін             | РРФСР  | Московська обл. | 1.53,5    |
| 8     | В. Путегін           | РРФСР  | Хабаровськ      | 1.53,6    |